# Esperanto-braille
Esperanto-braille is het alfabet voor het braille in het Esperanto. Een Esperantotijdschrift in het braille, Aŭroro, wordt uitgegeven sinds 1920 en een ander tijdschrift, Esperanta Ligilo, sinds 1904.

## Alfabet
Het internationale braillealfabet is uitgebreid voor letters met diakritische tekens. De circonflexe wordt aangegeven door het toevoegen van punt 6 (rechtsonder) aan de basisletter: ⠩ ĉ, ⠻ ĝ, ⠳ ĥ, ⠺ ĵ, ⠮ ŝ. Daardoor heeft de letter ĵ dezelfde vorm als de ongebruikte Franse/Engelse brailleletter ⠺ w; om een w te schrijven in een vreemde naam wordt punt 3 toegevoegd: ⠾ w  (zie volgende paragraaf). De letter ŭ wordt geschreven door de letter u te spiegelen, zodat punt 1 punt 4 wordt: ⠬ ŭ. 
Het alfabet is dus als volgt.
| a | b | c | ĉ | d | e | f |
| g | ĝ | h | ĥ | i | j | ĵ |
| k | l | m | n | o | p | r |
| s | ŝ | t | u | ŭ | v | z |

Gecontracteerde braille wordt in beperkte mate gebruikt.